# Fray Marcos
Fray Marcos ist eine Ortschaft in Uruguay.

## Geographie
Fray Marcos befindet sich auf dem Gebiet des Departamento Florida in dessen Sektor 2 in der Cuchilla del Chamizo. Südlich erstreckt sich jenseits der vom nahegelegenen Río Santa Lucía gebildeten Grenze zum Nachbardepartamento Canelones die Cuchilla del Vejigas. Eingefasst wird Fray Marcos vom westlich fließenden Arroyo Chamizo Gande und dem östlich verlaufenden Arroyo Latorre. Letzterer mündet südlich des Ortes in den Río Santa Lucía. Nächstgelegene Ansiedlungen auf Departamentogebiet sind im Westen Chamizo und Casupá im Nordosten. In unmittelbarer Nähe befindet sich zudem südlich in Canelones der Ort Bolívar.

## Geschichte
Am 5. Juli 1956 wurde Fray Marcos durch die gesetzliche Regelung des Ley No. 12.297 als Villa eingestuft. Seit 2015 wird der Ort durch das Municipio Fray Marcos verwaltet.

## Infrastruktur
Durch den Ort führt die Ruta 7, auf die hier die Ruta 94 trifft. Zudem verläuft die Eisenbahnstrecke Toledo–Rio Branco durch Fray Marcos.

## Einwohner
Die Einwohnerzahl von Fray Marcos beträgt 2.398 (Stand: 2011), davon 1.150 männliche und 1.248 weibliche.
| Jahr | Einwohner |
| ---- | --------- |
| 1963 | 1.401     |
| 1975 | 1.568     |
| 1985 | 1.676     |
| 1996 | 2.053     |
| 2004 | 2.509     |
| 2011 | 2.398     |

Quelle: Instituto Nacional de Estadística de Uruguay